# Епархия Сан-Хуан-де-лос-Лагоса
Епархия Сан-Хуан-де-лос-Лагоса (лат. Dioecesis Sancti Ioannis a Lacubus) — епархия Римско-Католической церкви с центром в городе Сан-Хуан-де-лос-Лагос, Мексика. Епархия Сан-Хуан-де-лос-Лагоса входит в митрополию Гвадалахары. Кафедральным собором епархии Сан-Хуан-де-лос-Лагоса является церковь Пресвятой Девы Марии Гваделупской.

## История
25 марта 1972 года Римский папа Павел VI издал буллу Qui omnium, которой учредил епархию Сан-Хуан-де-лос-Лагоса, выделив её из архиепархии Гвадалахары.

## Ординарии епархии
- епископ Francisco Javier Nuño y Guerrero (25.03.1972 — декабрь 1980);
- епископ José López Lara (4.09.1981 — 25.04.1987);
- епископ José Trinidad Sepúlveda Ruiz-Velasco (12.02.1988 — 20.01.1999);
- епископ Javier Navarro Rodríguez (20.01.1999 — 3.03.2007);
- епископ Felipe Salazar Villagrana (11.03.2008 — по настоящее время).

## Источник
- Annuario Pontificio, Ватикан, 2005
- Булла Qui omnium  (лат.)